# Bruder Sonne, Schwester Mond
Bruder Sonne, Schwester Mond (Originaltitel: Fratello sole, sorella luna) ist ein britisch-italienischer Spielfilm von Franco Zeffirelli aus dem Jahr 1972. Er erzählt von den Jugendjahren des Franz von Assisi auf eine Weise, die vor allem das Lebensgefühl und Sehnsüchte von Hippies und Populärkünstlern der 1960er-Jahre zum Ausdruck bringt. Der Film wurde an Originalschauplätzen in Italien gedreht.
Wie stark der Film in seiner Entstehungszeit verwurzelt ist, zeigt die Tatsache, dass Zeffirelli wünschte, die Beatles als junge Franziskaner auftreten zu lassen. Die Idee scheiterte daran, dass die Termine der Beatles mit der Produktion nicht zu vereinbaren waren.

## Handlung
Aus dem Krieg gegen Perugia, in den er stolz und hoffnungsfroh gezogen ist, kehrt Francesco fieberkrank heim. Von seiner Mutter liebevoll gepflegt, erlebt er sein bisheriges Leben in Fieberfantasien und quält sich mit Schuldgefühlen wegen seines hochmütigen und rücksichtslosen Verhaltens in gewissen Situationen.
Nachdem er seine Krankheit überwunden hat, ist er verändert, verbringt seine Tage sinnend in der Natur, wo er Chiara begegnet, die im Gegensatz zu allen anderen sein jetziges Verhalten seinem früheren vorzieht. Bei einem Streifzug durch die Felder entdeckt Francesco eine alte Kirchenruine, in der ein gemaltes Kruzifix hängt, dessen stiller Ausdruck ihn tief berührt.
Sein Vater, ein Tuchhändler, fordert, dass er wieder im Geschäft mitarbeitet, und zeigt ihm die Schätze, die der Krieg ihm eingebracht hat. Entsetzt beobachtet Francesco die Arbeitsbedingungen in der Färberei und führt die Arbeiter hinaus in die Sonne. Sein Vater tobt, er fürchtet, Francesco sei geistesgestört, und zwingt ihn, am sonntäglichen Besuch der Messe teilzunehmen. Francesco erträgt die ernste, bedrückende Atmosphäre in der Kirche nicht, in der die Armen an den Rand gedrängt werden, während die Reichen mit ihrem Schmuck protzen. Er verlässt die Kirche.
Er hat erkannt, dass Reichtum nicht glücklich macht, und wirft die teuren Stoffballen seines Vaters aus dem Fenster. Gerechtigkeit fordernd bringt ihn sein Vater zum Bischof, vor dem Francesco sich zu Armut im Sinne Jesu Christi bekennt, seine Kleider ablegt und sich von seinen Eltern lossagt.
Als Francescos Freund Bernardo di Quintavalle von einem Kreuzzug heimkehrt, wird ihm berichtet, dass Francesco nun als Bettler lebt und die alte Kirche von San Damiano eigenhändig wieder aufbaut. Nach einem Besuch bei der Kirche und einem Gespräch mit Francesco schließt er sich ihm an.
Von Paolo, einem ehemaligen Freund Francescos, der inzwischen Karriere bei der Stadtverwaltung gemacht hat, werden Silvestro und Giocondo nach San Damiano geschickt, um Bernardo zurückzuholen, doch auch diese beiden schließen sich der Gemeinschaft an.
Die Kirche Francescos ist fertig und wird mit einem Freudenfest eingeweiht, bei dem sich alle Armen und Kranken versammeln. Die Brüder der Gemeinschaft verbringen ihre Zeit mit der Pflege von Kranken und kommen von Zeit zu Zeit in die Stadt, um Lebensmittel zu erbetteln. Auch Chiara schließt sich der Gemeinschaft an.
Die Stadtverwaltung versucht unter der Führung von Paolo dem Treiben in San Damiano ein Ende zu machen. Als die Büttel der Stadt die Kirche schließen wollen, wird  Deodato, der etwas einfältige erste Jünger Francescos, getötet.
Francesco verfällt daraufhin in tiefe Zweifel und will den Segen des Papstes für seine Lebensweise einholen. Paolo versucht ihn zunächst davon abzuhalten; als die Freunde aber trotzdem nach Rom gehen und dort nicht wissen, wie sie zu einer Audienz kommen sollen, hilft er Francesco unter der Bedingung, er müsse ein von Paolo aufgesetztes Dokument verlesen, in dem er sich der Kirche unterwirft. Francesco erklärt sich dazu bereit, doch als er in die prunkvolle Peterskirche mit den juwelengeschmückten Kardinälen kommt, bricht der Ekel vor all der Verschwendung aus ihm heraus. Die Freunde werden von den Wachen abgeführt und in diesem bedrohlichen Moment bekennt sich auch Paolo zu der Gemeinschaft.
Doch Papst Innozenz III. hat erkannt, dass in der Lebensweise dieses Bettlers mehr christliche Gedanken stecken als in jener der Kirche, in deren Dienst er selbst sich von seinen einstigen Idealen entfernt hat. Er lässt Francesco zurückbringen und segnet ihn und seine Anhängerschaft. Einer der Kardinäle bemerkt trocken, seine Heiligkeit wisse schon, was er tue; dieser Bettler werde die Armen zurück in den Schoß der Kirche treiben.

## Produktion, Hintergründe, Nachwirkung
Inspiriert vom Sonnengesang des Franz von Assisi verwendet der Film einfache Naturaufnahmen und unkomplizierte Schnitttechnik. Die Wirkung des Films beruht zu großen Teilen auf diesen wegen ihrer Schönheit berührenden Ansichten sowie der melancholisch wirkenden Musik.
Bevor Graham Faulkner als Franz von Assisi sein Schauspieldebüt gab, waren der brasilianische Sänger Caetano Veloso und der inzwischen zum weltweit bekannten Filmstar avancierte Al Pacino für die Rolle im Gespräch.
Zur 46. Oscar-Verleihung für das Filmjahr 1973 (der Film war 1972 nur in Italien in die Kinos gekommen) war der Film in der Kategorie Art Direction (Szenenbild) nominiert, er unterlag jedoch dem Film Der Clou (engl. The Sting) von George Roy Hill.
2004 spielte Donovan die Lieder des lange vergriffenen Soundtracks im Studio erneut ein. Diese Aufnahme wurde nur im iTunes Store veröffentlicht.

## Kritik
„Der romantische und undistanzierte Film beschreibt Franz von Assisis Weg zum Ordensstifter mit verklärtem Blick. (Wertung: 2 von vier möglichen Sternen = durchschnittlich)“

„Zwar steht der enorme äußere Aufwand in einem gewissen Widerspruch zur Schlichtheit franziskanischen Geistes, dennoch gelingt es dem Film, dem heutigen Zuschauer einige beispielhafte Wesensmerkmale des Heiligen näherzubringen.“